# یوس فان در فلتن
یوس فان در فلتن (هلندی: Jos van der Vleuten; ۷ فوریهٔ ۱۹۴۳ – ۵ دسامبر ۲۰۱۱) دوچرخه‌سوار اهل هلند بود.